# A Whisper to a Scream (película de 1989)
A Whisper to a Scream (conocida en España como Llamada de seducción) es una película de suspenso y crimen de 1989, dirigida por Robert Bergman, que a su vez la escribió junto a Jerry Ciccoritti, musicalizada por Barry Fasman y Dana Walden, en la fotografía estuvo Paul Witte, los protagonistas son Nadia Capone, Michael A. Miranda y Yaphet Kotto, entre otros. El filme fue realizado por Distant Horizon y Lightshow Communications, se estrenó el 22 de julio de 1989.

## Sinopsis
Una joven que se siente desilusionada en su deseo de ser actriz empieza a trabajar para una compañía de sexo telefónico. Ahí conoce a un hombre encantador que tiene una gran atracción por el crimen.